# Boheems-Moravische Hoogvlakte

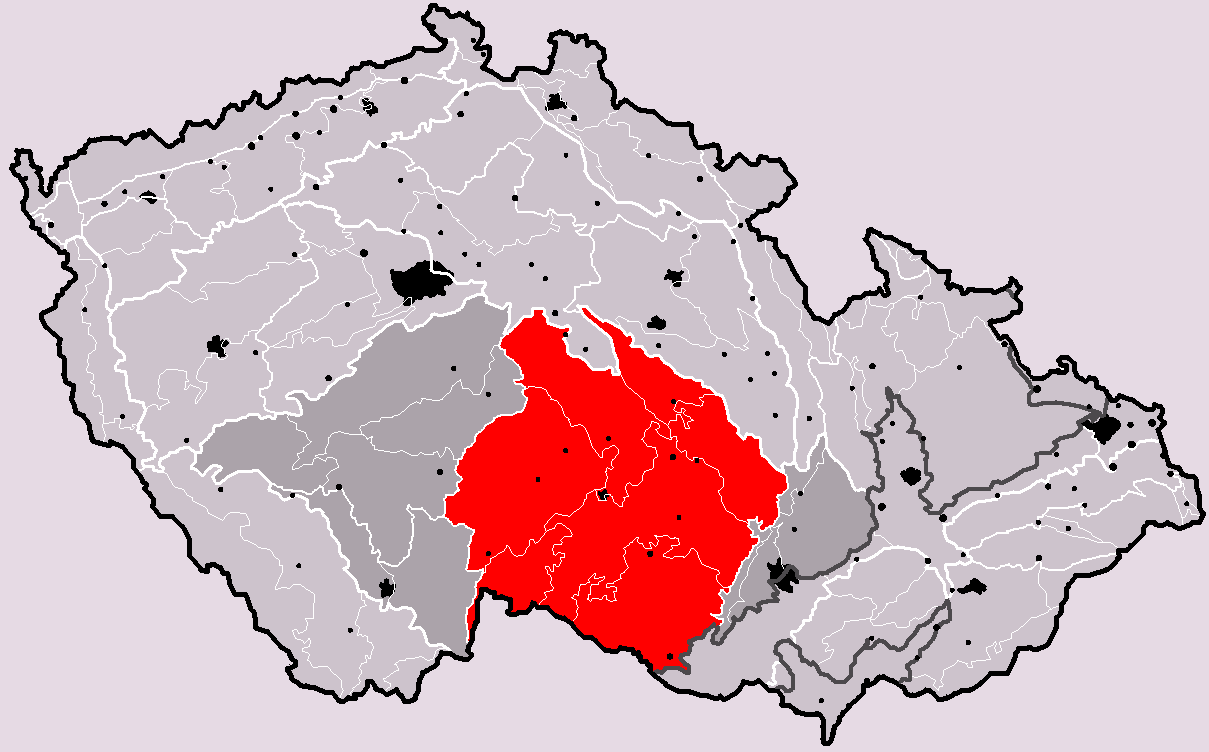
De locatie van de hoogvlakte (rood)

De Boheems-Moravische hoogvlakte, in het Tsjechische Českomoravská vrchovina of Vysočina, is een plateau van ongeveer 10.000 vierkante kilometer in het zuiden van Tsjechië, waarvan het westelijke deel in Bohemen ligt en het oostelijke deel in Moravië. Het is ook bekend als de Moravische heuvelrug, de Boheems-Moravische heuvelrug, het Boheems-Moravische plateau, het Boheems-Moravische plateau, de Boheems-Moravische heuvelrug, de Boheems-Moravische bergrug of het Boheems-Moravische hoogland. De Kraj Vysočina met de administratieve zetel Jihlava (Iglau) is vernoemd naar de Tsjechische naam van de Boheems-Moravische Hoogvlakte.
Het is een lang golvend heuvelland met een hoogte van ongeveer 500-800 meter, dat relatief dichtbevolkt is in de valleien. De zachte hoogten zijn bedekt met individuele boerderijen en soms ook met vakantiewoningen. De ronde topgebieden bieden een panoramisch uitzicht op het landschap. Toeristisch biedt de streek historische kastelen en een scala aan mogelijkheden voor sportieve activiteiten.

## Geografie van de bergkam
De Boheems-Moravische Hoogvlakte strekt zich uit van het Elbe-laagland in Noord-Bohemen tot aan de Oostenrijkse grens, vanwaar het verder gaat in het bosgebied van Neder-Oostenrijk, het graniet- en gneisplateau tot aan het Wienerwald. In het westen strekt het zich uit tot de stad Tábor en in het oosten tot de buitenste westelijke Karpaten. De Boheems-Moravische hoogvlakte vormt het zuidoostelijke uiteinde van het Boheemse bekken.
De Boheems-Moravische hoogvlakte is grotendeels een langgolvig plateau, waarvan het reliëf meer doet denken aan een heuvelachtig land, hoewel het een hoogte van 840 meter boven zeeniveau bereikt. Slechts enkele rivieren hebben diepe valleien uitgeslepen en verdelen het plateau in meerdere kleinere plateaus. Van deze plateaus zijn de Jihlavabergen (Jihlavské vrchy) in het zuidwesten met de Esdoornheuvel 837 m de hoogste, maar het Saar-gebergte in het noorden is belangrijker voor het toerisme.
De rivierdalen zijn relatief dichtbevolkt. Ongeveer de helft van de hoogten is bebost, de overige helft van de grote hoogten wordt gebruikt voor het verbouwen van maïs en graan.
Veel van de uitgangen van de vallei worden gedomineerd door kastelen, waarvan sommige in de buurt van de stad Tábor tijdens de Hussietenoorlogen zijn gebouwd. Aan de randen van het plateau bevinden zich toeristische middeleeuwse steden zoals Litomyšl in het noorden en Telč in het zuiden.

### Geomorfologischeclassificatie
- Boheems-Moravische hooglanden (Českomoravská vrchovina)
  - Křemešnická vrchovina ("Kremeschniker Bergland")
  - Hornosázavská pahorkatina ("heuvelland in de bovenste Sázava")
  - Železné hory (IJzergebergte)
  - Hornosvratecká vrchovina ("Bergen aan de Boven-Svratka")
  - Křižanovská vrchovina (Krischanauer Hooglanden)
  - Javořická vrchovina ("Javořice- gebergte")
  - Jevišovická pahorkatina (Jaispitzer heuvelland)

## Geologie
De Boheems-Moravische Hoogvlakte is onderdeel van het Boheems Massief, het grootste aaneengesloten outcropping Variscides - romp in Centraal-Europa. Binnen de Midden-Europese Varisciden worden de Boheems-Moravische hooglanden toegeschreven aan de Moldanubische zone (Moldanubisch) vanwege hun structuur van sterk metamorfe gesteenten (gneis) en grote granitoïde diepe rotslichamen.
De rotsen van de Boheems-Moravische hooglanden zijn getransformeerde sedimentaire gesteenten en stollingsgesteenten van pre- Perm. De transformatie vond voor het grootste deel plaats tijdens de Variscische gebergtevorming in het Carboon, die werd veroorzaakt door de botsing van het grote zuidelijke continent Gondwana met het grote noordelijke continent Laurussia (mogelijk met de deelname van verschillende kleine continenten). De Variscische gebergtevorming resulteerde in de vorming van een enorme bergketen, het zogenaamde Hercynische systeem, dat zich uitstrekt over het nieuw gevormde supercontinent van Pangea. gespannen. Het Centraal-Europese deel van het Hercynische systeem staat bekend als het Variscan-gebergte.
De Moldanubic maakt deel uit van de kristallijne kern van het Variscan-gebergte. Tijdens de bergformatie werden de Pre-Perm-oudergesteenten diep in de aardkorst gezonken. Daar werden ze soms blootgesteld aan extreem hoge drukken en temperaturen. Daarna werden ze door de tektonische krachten teruggevoerd naar hogere delen van de korst, die op hun beurt gepaard gingen met rotstransformaties. Aan het einde van de bergformatie drongen zure magma's het metamorfe gebergte binnen en kristalliseerden tot grote granitoïde rotslichamen. Een van deze granietachtige lichamen is de Zuid-Boheemse batholiet, die zich 160 kilometer in noord-zuid richting uitstrekt van Jihlava tot aan de Donau.
Tegen het einde van het Perm waren het Variscan-gebergte, dat oorspronkelijk enkele duizenden meters hoog was, grotendeels uitgehold. Terwijl talrijke Variscaanse berggebieden in Midden-Europa in de komende miljoenen jaren zonken en zelfs door de zee werden overstroomd, bleef het Boheems Massief en dus ook het huidige Boheems-Moravische hoogland een hoog gebied.
Nadat het supercontinent Pangea merkbaar was uiteengevallen sinds het Jura en zijn continentale blokken uit elkaar waren gedreven. Verhuisde sinds het einde van het Krijt een van deze blokken, Afrika, vanuit het zuiden richting Europa. Dit veroorzaakte onder andere de vorming van de Alpen in het tertiair. Het zuiden van wat toen het Boheemse massief was, kwam diep onder de noordoostelijke Alpen te liggen.
Aangezien de Boheemse massa een hoog gebied is gebleven en sinds het Variscaanse gebergte van ongeveer 300 miljoen jaar geleden, zijn er in feite geen jongere rotsen op de Boheems-Moravische hooglanden ontstaan. Kwartaire sedimenten komen alleen voor in rivierdalen.
- Gemeinsame Normdatei: 4007477-8
- Nationale Bibliotheek van Tsjechië: ge128620
- Virtual International Authority File: 315127219